# Juan Quintero Muñoz
Juan Quintero Muñoz (Ceuta, 19 de juny de 1903 - Madrid, 26 de gener de 1980) va ser un compositor de cinema i pianista espanyol.

## Biografia
Juan Quintero Muñoz va néixer en Ceuta el 19 de juny de 1903. El seu naixement a Ceuta va ser accidental, ja que els seus pares es trobaven allí tan sols per motius laborals, sent la seva residència habitual la localitat gaditana de San Roque. Als sis anys va començar a prendre lliçons de solfeig i piano amb una professora particular. Als nou anys la seva família es va traslladar a Madrid, on Juan Quintero va continuar la seva formació musical.
Va ingressar com a nen de cor en la Capella Gregoriana que dirigia a Madrid el mestre Pardo. Als onze anys va compondre un cuplet titulat El monoplano, que va ser editat i estrenat en el cabaret Ideal-Rosales, i pel qual va rebre al cap de tres mesos deu pessetes i tres cèntims per drets d'autor. En 1915 va ingressar en el Real Conservatori de Música de Madrid. Va estudiar harmonia amb Abelardo Bretón i composició amb Amadeu Vives. Va estudiar piano amb Joaquín Larregla y Urbieta i violí amb Julio Francés. Va finalitzar la seva carrera en 1925, obtenint el premi extraordinari de piano.
Des de 1925 fins a la guerra civil espanyola, Juan Quintero es va dedicar preferentment a la interpretació com a pianista, bé de música clàssica bé de música lleugera. També realitzava suplències en les orquestres de diversos teatres madrilenys com a violinista. Va acompanyar al violinista rus Miltems i al violoncel·lista hongarès Faldhesy, i va formar part del grup de cambra Doble Quinteto Español. També va acompanyar al tenor argentí Spaventa, i a Celia Gámez en una de les seves primeres visites a Espanya.
A principis dels anys trenta va compondre, al costat del violinista Jesús Fernández Lorenzo, una de les seves obres més conegudes, el pasdoble torero En er mundo, creat per a un saxofonista cubà, oriünd de Manzanillo, Oriente, de cognom Calzado però mundialment conegut com a Aquilino, que triomfava llavors a Madrid. En 1932 va compondre Morucha, una altra de les seves cançons més populars. Durant aquesta etapa va compondre altres cançons, tangos i pasdobles com a Desencanto, Ojitos de luto, A mi madre, Talento, Frenazo, Abisinia, etc.
En esclatar la guerra civil va treballar com a pianista acompanyant i violinista en l'orquestra del cinema Capitol i en el teatre Alcalá de Madrid. Encara que no va ser enviat al front, va ser mobilitzat i va exercir funcions administratives per a l'exèrcit republicà en una caserna de Madrid. En 1938 va contreure matrimoni amb Paquita Martos.
El 14 de març de 1941 es va estrenar en el teatre Eslava una obra seva, Yola (zarzuela cómica moderna en dos actos), composta junt amb José María Irueste Germán amb llibret del cineasta José Luis Sáenz de Heredia i Federico Vázquez Ochando. Aquesta obra va ser composta per al lluïment de Celia Gámez, i l'èxit va ser tal que Juan Quintero també va ser cridat a compondre una altra de les comèdies musicals de Celia Gámez, Si Fausto fuera Faustina, amb llibret de José Luis Sáenz de Heredia. En 1946 va compondre dues comèdies musicals, Ayer estrené vergüenza i Matrimonio a plazos.
Segons el crític del diari Las Provincias (de València amb motiu de l'estrena d' Ayer estrené vergüenza,es tractava d'espectacles presentats amb:
| « | efectes vistosos, decorat cridaner, varietats, vestits succints, vicetiples gratament desvestides, molta varietat de quadres, brevetat dels mateixos (i aquesta és nota essencial perquè el públic estigui sense fatiga i amb l'atenció sempre desperta), notes d'humor, romances amb sentimentalisme amanerat, balls amb bandoneón o com s'anomeni això, i amb ritmes sincopats, segons la recepta americana, i un constant anar i venir de personatges, de vestits variadíssims, de desfilades de noies amenes i molt serietes, amb tiples-vedettes i tiples cantaires; per haver-hi vedettes fins i tot en l'orquestra la veiem, no al violí concertino, ni al violoncel, sinó al jazz en tablat apart per a donar-li als seus adminículs en competència amb els altres nobles instruments. | » |

Malgrat el grandíssim èxit obtingut d'aquestes comèdies musicals, Juan Quintero va deixar la composició per al teatre i es va dedicar preferentment a la composició per al cinema. El seu inici al cinema va ser bastant casual. Juan Quintero vivia en el mateix edifici que l'actriu Guadalupe Muñoz Sampedro. A casa d'aquesta actriu va coincidir amb el actor Juan de Orduña, que després seria un dels més importants directors de postguerra. Juan de Orduña va escoltar al mestre Quintero interpretar la seva Suite granadina, i li va proposar realitzar un documental sobre Granada basant-se en la música. Quintero va orquestrar l'obra i el documental es va estructurar a partir de la partitura.
La seva primera partitura cinematogràfica va ser per a un curtmetratge de Carlos Arévalo titulat Ya viene el cortejo, basat en un poema de Rubén Darío. Juan de Orduña era qui recitava el poema i qui li va proporcionar el treball a Quintero. En 1940 va participar, al costat del mestre Ruiz de Azagra, en la música de la pel·lícula La gitanilla, dirigida per Fernando Delgado. Mesos més tard va compondre ja en solitari la música de La florista de la reina, dirigida per Eusebio Fernández Ardavín.
Juan de Orduña va acudir al seu amic Quintero per a la realització de la seva primera pel·lícula, Porque te vi llorar (1941), i a partir d'aquí va començar una llarga i fructífera col·laboració.
Juan Quintero va posar música des de 1940 fins que va abandonar la composició per al cinema, a mitjan seixanta, a més d'un centenar de pel·lícules, treballant amb els directors més representatius del moment: Eusebio Fernández Ardavín, José Luis Sáenz de Heredia, Rafael Gil, Ladislao Vajda, Juan de Orduña, etc.
Pel·lícules clàssiques espanyoles a les quals va posar música són: pel·lícules històriques com Locura de amor, Agustina de Aragón, Alba de América, Pequeñeces; comèdies com Ella, él y sus millones, Deliciosamente tontos, Eloísa está debajo de un almendro; pel·lícules folklòriques com Currito de la Cruz, La hermana San Sulpicio.
Com era normal entre els compositors espanyols per al cinema, Juan Quintero no només componia la música, sinó que havia d'encarregar-se de l'orquestració, la direcció, la contractació dels músics i l'enregistrament de la música.
L'any 1952, després de diversos anys com a conseller de la Societat General d'Autors, va ser nomenat Cap de la Secció de Cinema després de la mort de José Forns. A la fi dels cinquanta va anar deixant de compondre per al cinema i es va dedicar a treballs administratius. En part, això va succeir a causa de la seva creixent sordesa.
Va morir el 26 de gener de 1980 a l'edat de 76 anys.

## Premis
Medalles del Cercle d'Escriptors Cinematogràfics
| Any  | Categoria     | Pel·lícules               | Resultat  |
| ---- | ------------- | ------------------------- | --------- |
| 1946 | Millor música | La pródiga Un drama nuevo | Guanyador |